# Météorologie de l'Europe

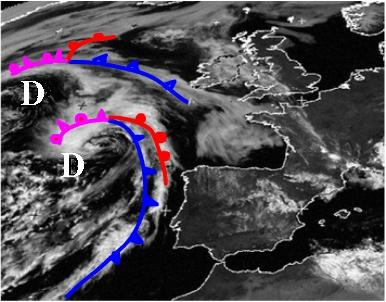
Vue par satellite météorologique de deux dépressions (D) approchant de l'Europe. Les fronts sont analysés manuellement

La météorologie de l'Europe obéit à un nombre limité de circulations atmosphériques qui reviennent de manière récurrente. Ces circulations sont conditionnées notamment par l'étalement en latitude du continent, du 36e au 71e parallèle nord, et la présence d'une vaste zone océanique et maritime qui modulent les contrastes de pression et de température. Le tout engendre la présence moyennée dans le temps d'une zone de haute pression subtropicale (dite Anticyclone des Açores) au sud et une zone de basse pression subpolaire (dite Dépression d'Islande), au nord. Quatre régimes circulatoires sont alors possibles suivant les positions relatives et l'intensité entre ces deux entités : circulation d'ouest (dite zonale) faible ou forte, blocage météorologique entre les deux, et finalement dorsale.
Cette météorologie est en cours de modification profonde par le réchauffement climatique en Europe à cause notamment de modifications au courant-jet et au Gulf Stream.

## Histoire

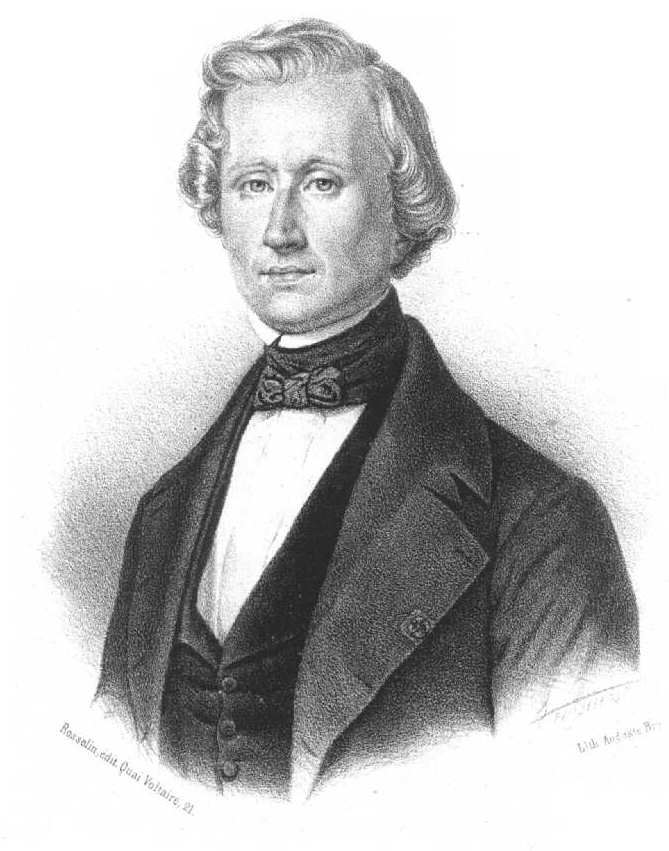
Urbain Le Verrier.

Le 14 novembre 1854, une violente tempête provoque le naufrage de 41 navires français en mer Noire, au cours de la guerre de Crimée. Cette tempête avait traversé toute l'Europe de l'Ouest, mais personne ne fut en mesure de signaler, voire prévenir du danger. Face à ce constat, Urbain Le Verrier, directeur de l'observatoire de Paris, décide de mettre en place un vaste réseau de stations météorologiques couvrant l'ensemble de l'Europe et mettant à profit l'innovation technologique que représente le récent télégraphe électrique. Ce réseau regroupe au départ 24 stations dont 13 reliées par télégraphe, puis en 1865 s'étend à 59 observatoires répartis sur l'ensemble de l'Europe.
La prise de conscience de l'importance de la collaboration mondiale dans le domaine de la météorologie n'était pas récente à ce moment car en août 1853 se tenait à Bruxelles la première conférence internationale de météorologie maritime. À la suite de ce congrès, dont les conséquences apparaissent fructueuses pour les pays participants, une volonté d'élargissement de la coopération naît et on pense alors à créer une organisation pour coordonner les efforts au niveau international. Le premier Congrès météorologique international à Vienne en 1873 donne naissance à l'Organisation météorologique internationale (OMI).

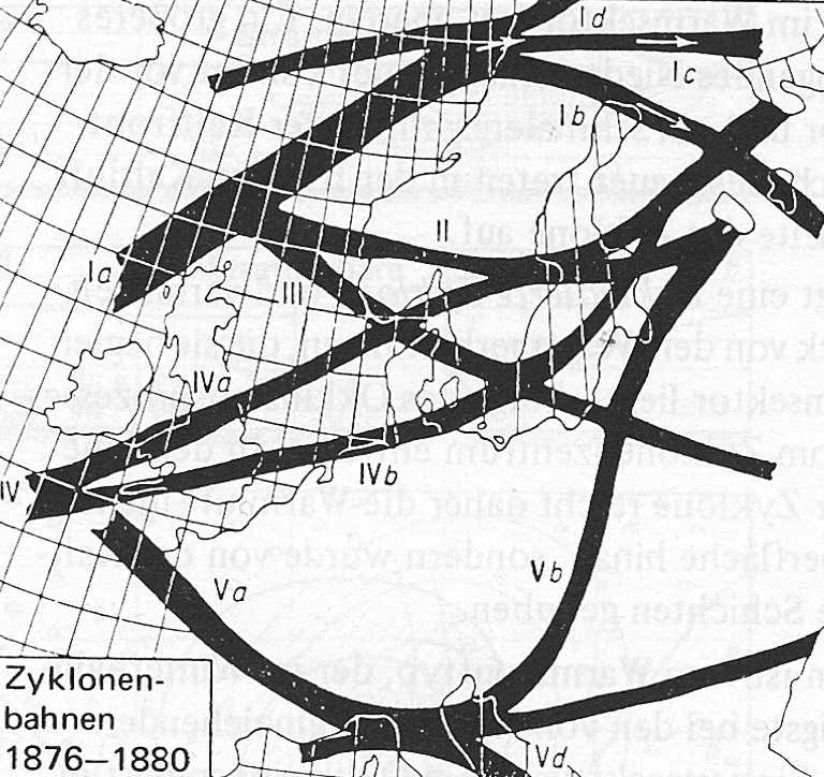
Carte des trajectoires principales des dépressions en Europe établie par Van Bebber.

Pour améliorer les prévisions météorologiques et la prévention des risques, le météorologue allemand Wilhelm Jacob van Bebber a examiné la récurrence des trajectoires des dépressions en Europe durant la seconde moitié du XIXe siècle et a numéroté ces parcours à l'aide de chiffres romains de Ia à VIb, qui sont encore parfois utilisés aujourd'hui. L'itinéraire Vb est particulièrement connu en raison des catastrophes météorologiques qui lui sont associées, notamment des inondations massives du Danube et de l'Oder (voir Dépression du golfe de Gênes).
En 1954, l'Institut de Météorologie de l'Université libre de Berlin, met en place, à l'instar de la nomenclature des cyclones tropicaux, un système de noms masculins pour les anticyclones et féminins pour les dépressions sur l’Atlantique ouest, pour faciliter leur suivi sur la carte météorologique. À la suite des critiques des mouvements féministes, ce système accrédité par l’Organisation météorologique mondiale est modifié en 1998, les dépressions portant des noms masculins et les anticyclones des noms féminins une année et l’inverse l’année suivante.
Le Centre européen de prévision météorologique à moyen terme est fondé en 1975.
Depuis 2002, l’Institut de Météorologie de l’Université libre de Berlin a créé un système de parrainage unique au monde, chaque personne pouvant, moyennant finance, baptiser une dépression ou un anticyclone en Europe.

## Climat général
Les vents d'ouest dominants créent le climat de base dans une grande partie de l'Europe en y poussant les systèmes météorologiques nés sur l'océan Atlantique ou la mer Méditerranée. À contrario, l'anticyclone de Sibérie apporte un climat plus froid et plus sec de l'est quand il domine. Loin de la mer, certaines parties de l'Europe centrale et orientale ont un climat à la limite entre océanique et continental car plus doux qu'ils ne le seraient en raison des eaux libres de glace des mers du Nord et Baltique, ainsi que l'absence de barrières montagneuses, mais ne sont pas aussi doux que les côtes occidentales. Ces régions sont soumises à des chutes de neige plus fréquentes.
La région du Danube à travers les Balkans, l'Ukraine et la Russie méridionale a un climat continental avec des hivers froids et des étés plus chauds, certaines régions limitrophes ont un climat de steppe sèche avec seulement quelques mois de précipitations plus élevées, souvent dues aux orages.
Une bande étroite le long de la côte est de la mer Noire a une version modifiée d'un climat subtropical humide, par exemple à Sotchi, en Russie. Dans les plaines de la Russie du nord, de l'Europe jusqu'à l'Oural, le climat hivernal est beaucoup plus rude qu'ailleurs en Europe, avec de nombreux mois de températures moyennes inférieures au point de congélation, mais avec des périodes de chaleur estivale. Néanmoins, les variations d'année en année peuvent produire des climats différents tels que tempéré en hiver et tropical en été.

## Quatre régimes météorologiques
La circulation atmosphérique au-dessus de l'Atlantique Nord voit passer quotidiennement des dépressions et des anticyclones dans tout le bassin. Cependant, on remarque qu'en moyenne on retrouve une dépression près de l'Islande et un anticyclone près des Açores. Ces systèmes atmosphériques semi-permanents sont causés par la circulation stable des courants marins dans cet océan (Dérive nord atlantique, Courant du Labrador et Gulf Stream). L'Anticyclone des Açores (AA) et de la Dépression d'Islande (DI) sont donc en fait des moyennes temporelles de pression. La circulation atmosphérique qui s'établit entre ces deux entités est causée par la mise en mouvement de l'air vers la pression la plus basse, mouvement qui sera dévié ensuite vers la droite par la force de Coriolis dans les latitudes moyennes de l’hémisphère nord. Il en résulte une circulation perpendiculaire à l'axe entre les deux zones et qui sera proportionnelle à la différence de pression.
L'Europe connaît donc quatre principaux régimes météorologiques, qui alternent dans le temps, et qui dépendent largement de la force et de la position de ces deux entités :  
- Quand l'anticyclone et la dépression sont tous deux bien définis, l'Europe connaît les régimes ONA- et ONA+ (ONA signifie oscillation nord-atlantique, soit North Atlantic oscillation ou NAO en anglais), où les systèmes météorologiques traversent l'Europe d'ouest en est selon un corridor qui dépend de la position relative des deux entités.
- Si l'une des deux domine, l'Europe connaîtra alors un régime de blocage météorologique (dominance de la dépression) ou de dorsale (dominance de l'anticyclone).

On estime qu’à peu près la moitié du temps (régime ONA- et régime de blocage), l'anticyclone se retrouve dans une position nordique (mer du nord ou Baltique), envoyant de l'air frais ou froid sur l'Europe. Le reste du temps (régime ONA+ et régime dorsale), l'anticyclone se positionne dans l'océan Atlantique, envoyant un air plus doux sur l'Europe dans une circulation plus du sud-ouest.
Les régimes ONA ont des effets plus importants en hiver qu'en été car le contraste de température est alors plus grand.

### Régime ONA+ (30% du temps)

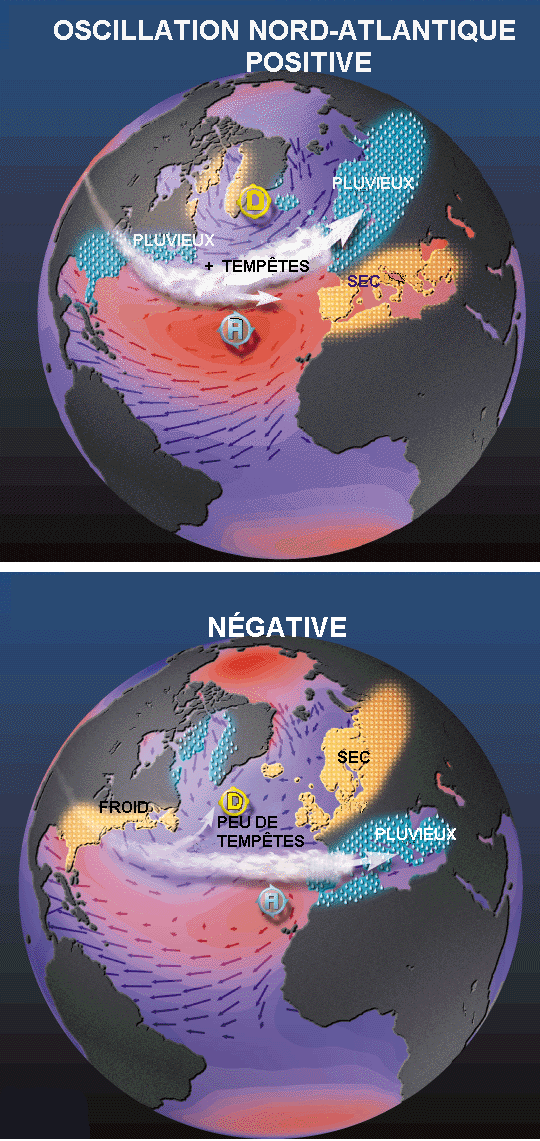
Effets de l'anomalie positive et négative de l'ONA sur les systèmes météorologiques

Plus la différence de pression entre anticyclone et dépression est grande, plus l'index de la ONA est positif. Dans ce régime, la circulation d'air est forte. Le contraste de température entre le nord et le sud est également élevé. Ceci amène de forts mouvements verticaux dans l'atmosphère et cyclogénèse de dépressions. Les tempêtes qui en résultent peuvent se succéder à une fréquence importante sur l’Europe.
Pluies au nord, sécheresse au sud
Dans ce régime, l'anticyclone des Açores couvre largement tout l’Atlantique nord et la dépression est sur l'Islande. L'anticyclone envoie sur l'Europe, via un vent d'ouest, l'air doux de l'océan Atlantique, repoussant l'air froid de Sibérie. Le courant-jet venu des États-Unis contourne alors par le nord, du Canada vers les îles Britanniques, et envoie un temps doux mais humide sur l'Europe du nord tandis que le temps est sec sur l'Europe du sud et la Méditerranée.
En hiver, l'Europe du Nord subit donc vents et pluie, mais douceur, tandis que l'Europe du sud (et le sud de la France) connaît une saison douce mais pas trop humide. Les étés sont par contre frais dans cette circulation.

### Le régime ONA- (20% du temps)
Moins la différence de pression entre anticyclone et dépression est grande, plus l'index de la ONA est négatif. Dans cette situation la position de l'anticyclone des Açores et de la dépression islandaise peut varier grandement, même s'inverser, permettant l'invasion d’air arctique. L'anticyclone est souvent positionné sur l'Islande, donnant une circulation d'est et poussant l'air vers la dépression située plus au sud. Ainsi l'air froid et sec de Sibérie peut arriver en Europe occasionnant des périodes froides.
Les vents sont faibles et les fortes dépressions peu nombreuses. La circulation d'ouest du courant-jet, passe ainsi du sud des États-Unis vers l’Espagne, dirigeant les tempêtes, moins violentes qu'en ONA+, vers le bassin méditerranéen et l'Afrique du Nord,,. Sur la France, le climat est froid et pluvieux. Si l'indice est très négatif, les étés seront caniculaires et les hivers particulièrement froids.

### Régime de dorsale (23% du temps)
En régime de dorsale, l'anticyclone des Açores étire une crête barométrique vers le nord de l'Atlantique nord, jusqu'au Sud de l'Islande. Ceci déplace la dépression vers la côte nord-est de l'Europe, en mer Baltique. Le flux bascule alors le plus souvent au nord ou au nord-ouest. Pour l'ensemble de l'Europe, les conditions sont plutôt fraîches et les précipitations normales sauf sur le flanc nord des massifs montagneux où le soulèvement orographique accentue la neige en hiver et la pluie en été. Plus près de l'anticyclone, la France connait généralement un temps beau et sec.

### Régime de blocage (27% du temps)
En régime de blocage météorologique, la circulation atmosphérique se divise en zones fermées de pression, ayant peu d'échanges entre elles et se déplaçant lentement. Ainsi, le temps qu'il fait à un endroit, y persiste longtemps. En général en Europe, ce genre de situation voit l'anticyclone se positionner sur la Mer du Nord et la dépression sur le Groenland. L'anticyclone rejette alors sur l’Europe l’air froid d’origine ouest sibérienne.

## Déterminant des régimes
Le temps de vie moyen de chaque régime est environ d’une semaine. Si les météorologues connaissent bien chaque régime, il est encore difficile en 2008 de prévoir les transitions, même avec les simulations informatiques les plus récentes, car le basculement d'un régime à l'autre implique des échanges complexes d'énergie entre les masses d'air.

### L'hypothèse de liens OMJ-ONA
Le climatologue français Christophe Cassou, du Centre européen de recherche et de formation avancée en calcul scientifique (Cerfacs), a publié en 2008 un lien statistique entre les régimes européens et les Oscillation de Madden-Julian (OMJ). Cette dernière est une configuration anormale de fortes précipitations le long de l'équateur, à l'échelle planétaire, qui se caractérise par une progression graduelle vers l'est des zones de pluies tropicales et des zones sèches concomitantes. On l'observe surtout dans les océans Indien et Pacifique. Les pluies anormalement fortes se développent d'abord dans l'ouest de l'océan Indien et se déplacent vers l'est sur les eaux chaudes du Pacifique ouest et central. Par la suite, ces zones de pluies deviennent diffuses quand elles passent sur les eaux plus froides de l'est du Pacifique mais reprennent leur développement lorsqu'elles passent sur l'Atlantique tropical. La progression de l’OMJ prend de 30 à 70 jours à compléter.
L’onde atmosphérique causant l’OMJ peut entrer en interaction avec le courant-jet polaire venant des latitudes moyennes de la Terre. Le plus grand effet connu de l'OMJ se produit en hiver et est celui des épisodes, dits de l’Expresse des ananas (Pineapple Express), qui amène des dépressions pluvieuses à répétition sur la côte ouest de l'Amérique du Nord. Le docteur Cassou mentionne que l’interaction qui affecterait le climat de l’Europe se produirait généralement à deux endroits : à l’est de l'océan Pacifique et à l’ouest de l'océan Atlantique. Le courant-jet servirait alors de courroie de transmission de l’OMJ vers les régimes européens.
Selon les corrélations statistiques, les régimes de ONA+ semblent déclenchés par l'arrivée d'une onde, venant de l’OMJ de l’ouest de l'Atlantique, qui se propage avec le courant-jet. Les régimes ONA- sont eux causés par une onde venant de l’est du Pacifique. Le préavis semble être de plusieurs semaines mais la corrélation fonctionne bien surtout lorsque les OMJ sont très actives ; on ne sait cependant pas encore en 2008 prévoir la vigueur de ces dernières.